# Krízis (fogalom)
A krízis a görög eredetű κρίσις, szóból eredeztethető, melynek jelentése válság vagy fordulat.

## Fogalmi meghatározás
A lélektani krízis fogalmával a legtöbb pszichológiai és pszichiátriai iskola foglalkozott, más-más aspektusokat kiemelve. Caplan az 1970-es évek elején egységes segítő modellben összegezte a kríziselmélet alapelveit, megalkotta a legelterjedtebb krízis-definíciót, mely szerint az egyén kénytelen a lélektani egyensúlyát veszélyeztető körülményekkel szembenézni, a probléma mindennél fontosabbá válik számára, azonban a fennálló helyzetet szokásos problémamegoldó eszközeivel sem megoldani, sem elkerülni nem tudja. A fenyegető körülmény általában kívülről érkező, sokszor váratlan esemény.
A krízis definíciójának kialakulása egyrészt Lidemann nevéhez köthető, kutatása a gyászreakció dinamikájáról jelentősen hozzájárult a kríziselmélet fejlődéséhez. A fogalom másik tapasztalati forrása az 1942-es Coconut Grove-beli tűz, melyben ötszázan meghaltak, és több százan megsebesültek. A túlélőkkel és az áldozatok családtagjaival való beszélgetések, pszichoterápiás kezelések nyomán íródott Lindemann Az akut gyász szimptomatológiája és kezelése című tanulmánya 1944-ben.
A krízis olyan feszült, fájdalmas állapot, mely fenyegetettség, kilátástalanság és elveszettség érzését okozza, magában hordozza a pozitív és a negatív irányba történő változást is, fordulópontot jelent az egyén számára, mely tovább terheli problémamegoldó kapacitását, elégtelenség érzését okozza.

## Krízis fajtái
Erik H. Erikson megkülönböztet fejlődési és akcidentális krízist, az előbbiek hosszabb időszakok, melyek a fejlődéshez szükséges, természetes változásokat jelentik, például a serdülőkori krízis, életközép-krízis, időskori krízis.
Az akcidentális krízis esetleges, egy váratlan, hirtelen megjelenő életesemény következtében alakul ki, bármely életszakaszban előfordulhat, ilyen például egy közeli családtag elvesztése, válás, baleset stb.
A krízismátrix elmélete Jacobson nevéhez fűződik, mely szerint a fejlődési és az akcidentális krízis egyidejűleg jelentkezhet, előfordulhatnak néhány hónaptól néhány évig terjedő időszakok, mely során az egyént nagyobb valószínűséggel érik fenyegetett helyzetek, melyek a szokásosnál sebezhetőbbé teszik, esélyes újabb krízis kialakulása.

## A krízis lezajlása
Jacobson a krízis lefolyását hat-nyolc hetes időtartamban határozta meg. A krízis időszaka a kiváltó hatással kezdődik, mely perceket, esetleg órákat vesz igénybe, a megrettenés és a nyugtalanság szakasza napokig tart, az alkalmazkodás időszaka hetekig húzódó folyamat, majd az egyensúly helyreállása következik hónapok alatt.
Az akcidentális krízisek legfőbb oka a tárgyvesztés, melynek Averill három stádiumát különbözteti meg, a sokk stádiumát, a tárgyvesztés tudatosítását és a felépülés szakaszát. Az első időszakot bénultság, a veszteség tagadása, a valóság elutasítása jellemzi, az egyén szenvedése és dühe időnként kifejeződik. A tárgyvesztés tudatosításakor közöny, reménytelenség, kétségbeesés, a mindennapi feladatok megoldásának képtelensége és szomatikus panaszok megjelenése jellemző. A harmadik szakaszban a tünetek megszűnnek, a lelki egyensúly helyreállását új tárgykapcsolatok kialakulása követi.

## A krízisben lévő egyén jellemzői
A krízisben lévő egyén az adott problémára, azon belül is egy-egy apró részletre fókuszál, sokat tud helyzetéről, azonban ismereteit képtelen strukturálni, keresi a megoldást, de elgyötört, szorongó, érzelmeit nehezen kontrollálja, impulzív. A tájékozódó megnyilvánulások, attitűdök megszokott rendszere felborul, megszűnik az egyén önmagára vonatkozó jövőképe. Munkavégzése alacsony hatásfokú, a mindennapos rutintevékenységek is nehézkessé válnak, regressziót tükrözhetnek. A krízisben lévő kapcsolatrendszere megváltozik, embertársainak megítélése a tőlük kapott segítségtől, támogatástól függ. Az egyén fokozottan befolyásolhatóvá válik, függőség-igénye jelentős, „kapaszkodik” a segítőbe, mély regresszióba süllyed. A krízis egyúttal a kommunikáció válsága is, az egyén az egyensúlyi állapottól eltérő módon közöl, fokozottan használ utalásokat, szimbólumokat, környezete nehezebben értheti meg, melynek következtében elszigetelődése fokozódik.

## A krízis lehetséges kimenetele
A krízis lehetséges kimenetele a megoldás, a kompromisszum, az ineffektív megoldás és az összeomlás.
A krízis megoldása a legkedvezőbb kimenetel, a kiváltó tényező spontán elhárul vagy a személyiség illetve környezete külső erőforrások mozgósításával megoldja a helyzetet. Ez esetben a krízis gazdagítja a problémamegoldó stratégiák repertoárját, megerősíti a személyiséget, mely a korábbinál magasabb fejlődési szintre léphet. Az egyensúlyi állapot ismételt elérése, a személyiség krízis következtében megvalósuló érésekor kreatív krízisről beszél a szakirodalom.
Kompromisszum esetén az egyén alkalmazkodik egy számára korábban elfogadhatatlan élethelyzethez, melynek értékeivel nem képes azonosulni, ezért a krízisállapot újra kialakulhat az ismétlődő döntéskényszer következtében.
Az ineffektív megoldások közé sorolhatók a pszichoszomatikus betegségek, az alkoholizmus és a kábítószerfüggőség, melyet Kézdi prolongált szuicidiumnak nevez, mert az egyén a tartós szerhasználat közben tisztában van függőségének halált okozó voltával.
Az összeomlás két fő típusa a pszichózis és az öngyilkosság.

## Segítség
Krízis esetén érdemi segítséget jelenthet a támogató környezet, család, barátok, vagy egy olyan személy, aki meghallgat, támogatást nyújt, ez lehet akár a szomszéd vagy a fodrász.
A telefonos lelkisegély-szolgálatok kríziskezelésre specializálódtak, számos ingyenesen hívható telefonszolgálat áll a nehéz élethelyzetbe kerülők rendelkezésére.
Krízis esetén krízisambulanciához, mentálhigiénés intézethez, családsegítő szolgálathoz, pszichológushoz, pszichiáterhez személyesen is lehet fordulni.
Élete során mindenki kerül krízisbe, a konstruktív megoldás érdekében célszerű szakmai vagy baráti segítséget kérni!